# René Bazin
René Bazin (n. 26 decembrie 1853 - d. 20 iulie 1932) a fost un scriitor, profesor de drept, jurnalist, eseist, istoric, memorialist francez.

## Opera
- 1884: Stéphanette ("Stéphanette");
- 1885: Mătușa Giron ("Ma tante Giron");
- 1890: Familia Noellet ("Les Noellet");
- 1891: Povestiri în versuri ("Contes en vers");
- 1891: Aventură: Crochiuri italiene ("À l’aventure : croquis italiens");
- 1893: Doamna Corentine ("Madame Corentine");
- 1899: Pământul care moare ("La Terre qui meurt");
- 1901: Familia Oberlé ("Les Oberlé");
- 1905: Ducele de Nemours ("Le Duc de Nemours");
- 1905: Singuraticul ("L'Isolée");
- 1906: Chestiuni literare și sociale ("Questions littéraires et sociales");
- 1908: Memoriile unei domnișoare bătrâne ("Mémoires d'une vieille fille");
- 1909: Căsătoria domnișoarei Gimel, dactilografa ("Le Mariage de Mademoiselle Gimel, dactylographe");
- 1917: Campania franceză și războiul ("La Campagne française et la guerre");
- 1923: Povestiri și peisaje ("Contes et Paysages");
- 1927: Fiii bisericii ("Fils de l'Église");
- 1929: Regele arcașilor ("Le Roi des archers").